# Stenbjerg Kirke (Sydslesvig)
Stenbjerg Kirke er en kirke i romansk stil beliggende i landsbyen Stenbjergkirke i Sydslesvig i den nordtyske delstat Slesvig-Holsten. Kirken er viet til Sankt Morten. Stenbjerg Kirke er sognekirke i Stenbjerg Sogn.
Kirken er opført i anden halvdel af 1200-tallet tæt på sognegrænsen til Kværn Sogn. Den ældste del af kirken er bygget af rå kampesten. Skibet har runde buer i døre og vinduer. De romanske rundbuevinduer ved koret og kirkens nordportal blev senere tilmuret. Koret har en gotisk hvælving og har forhen haft et lille spir. I middelalderen og igen i 1753 blev kirken udvidet mod vest. Samme år blev der opført et tårn af tilhugne sten med spir. I 1738 fik kirken det nuværende våbenhus. Skibet fik i 1700-tallet et spejlhvælving, altså en i midten vandret hvælving. Døbefonten er fra 1200-tallet. Altertavlen er fra omkring 1480. Den forestiller korsfæstelsen på Golgata. På alterdørene ses de tolv apostle. Ved alteret er der oprejst et sten over Johan Petersen til Nørregaard. Korsfæstelsesgruppen er skåret ca 1520-30 i Claus Berges velrenommerede værksted i Odense, hvorfra bl.a. også relieffet med korsgangen og korsfæstelsen i altervæggen i Gelting Kirke stammer. Kirkens orgel blev bygget i 1881 af Marcussen & Søn i Aabenraa.
Kirkesproget i årene før 1864 var blandet dansk-tysk. Menigheden hører nu under den lutherske nordtyske kirke.
Bebyggelsen omkring kirken blev efterhånden (sammen med Bredegade) til landsbyen Stenbjergkirke. Den egentlige sogneby Stenbjerg ligger omtrent 1,5 km øst for kirken.
- Altertavlen
- Prædikestolen